# Психоаналитично изследване на детето
Психоаналитично изследване на детето е годишен журнал, издаван от „Йейл Юнивърсити Прес“ (Yale University Press) на Йейлския университет в гр. Ню Хейвън, щата Кънектикът, САЩ.
Съдържа научни статии на теми, свързани с детската психиатрия и психоанализа. Журналът е създаден от Ана Фройд, Хайнц Хартман и Ернст Крис през 1945 г.
Между 1950 и 1958 г. редактор е Рут Айслер.